# Edouard Probst
Edouard Probst (* 22. Dezember 1898 in Basel; † 26. Mai 1974 ebenda) war ein Schweizer Automobilrennfahrer.

## Karriere im Motorsport
Über Edouard Probst ist im Zusammenhang mit seinen Motorsportaktivitäten wenig bekannt. In Publikationen finden sich nur wenige Antreten bei internationalen Rennen. Einer dieser Renneinsätze ist aber historisch bedeutungsvoll. 1923 beteiligte er sich als Fahrer beim ersten 24-Stunden-Rennen von Le Mans der Motorsportgeschichte. Neben 60 Franzosen, drei Belgiern, einem Kanadier und einem Briten wer der einzige und somit erste Schweizer der bei diesem Langstreckenrennen an den Start ging. Mit einem Franzosen Elie Redon als Teampartner erreichte er auf einem Berliet VH 12HP den zwanzigsten Rang in der Gesamtwertung.
1928 siegte Probst auf einer Bugatti-T37A-Voiturette bei der Coppa di Messina in Italien und schlug dabei unter anderem auch Tazio Nuvolari.

## Statistik

### Le-Mans-Ergebnisse
| Jahr | Team                       | Fahrzeug        | Teamkollege | Platzierung | Ausfallgrund |
| ---- | -------------------------- | --------------- | ----------- | ----------- | ------------ |
| 1923 | Automobiles Marius Berliet | Berliet VH 12HP | Elie Redon  | Rang 20     |              |